# Hutter Ottó (villamosmérnök)
Hutter Ottó (?, 1930 – ?, 2008) állami díjas (1985) villamosmérnök, a Távközlési Kutató Intézet tudományos főosztályvezetője.

## Pályafutása

### Félvezetőgyártás, technológiai feladatok
A Távközlési Kutató Intézet vezető munkatársa, sokoldalú mérnök volt, aki több területen is eredményesen munkálkodott. Kezdetben elektronikai-technológiai problémák megoldásában kifejtett munkásságát említik. Ezek a félvezetőgyártás, majd a radar- illetve televíziós képmegjelenítés témakörébe estek.
Ezek a témák a későbbi időszakokban sem kerültek távolabb tőle. Színes tévétechnikai fejlesztésről ad hírt, közreműködésével, a Népszava, 1963-ban.

### Átviteltechnikai és kapcsolástechnikai fejlesztések
Később csoportjával átviteltechnikai berendezések kifejlesztésében tűnt ki. Hutter és munkatársai olyan korszerű, digitális vivőfrekvenciás berendezéseket és rendszereket fejlesztettek, amelyek mind a vezetékes, mind a vezeték nélküli átvitelt ki tudják szolgálni. Rendszertechnikailag meg kellett oldani azt is, hogy a már meglévő átviteli vonalak és központok is felhasználhatók maradjanak, és bővítéskor ezeket össze lehessen kapcsolni a legfejlettebb készülékekkel. Így például a csatornáknak a frekvencia-tartományban egymás mellett történő átvitele, FDM-rendszerben már az analóg átviteltechnikában is alkalmazott módszer volt. A korszerű vivőfrekvenciás rendszereket pedig a PCM impulzuskód-modulációs elv szerint alakították ki.
Már az 1960-as években felfigyelt a honvédség vivőfrekvenciás átviteltechnikai fejlesztéseik eredményeire, ekkor a csoportot ráállították speciális híradástechnikai berendezések kidolgozására. Ezek jelentősége mind védelmi, mind gazdasági – export – szempontból a következő évtizedben teljesedett ki.
Természetesen azonban nem csak ezeknek a rendszereknek a fejlesztése történt az irányításával. Közreműködött egyebek közt az AKS modulációs rendszer kidolgozásában is, ami a TKI igazgatója, Ács Ernő koncepciója volt, és 1962-től egészen 1975-ig napirenden maradt. Az AKS-rendszer azt az ígéretet hordozta, hogy lényegesen több, végső összevetésben körülbelül kétszer annyi információt képes átvinni egy  csatornán, mint az akkor már létező, de sorozatgyártásba még nem került PCM–TDM (impulzuskód-moduláció, és a jeleknek nem frekvencia szerinti, hanem időosztásos multiplexelés révén történő átvitele). Az AKS elv szerinti megoldás végül nem maradt talpon a nemzetközi versenyben, de az elképzelésben érdekes párhuzamokat fedezhetünk fel a későbbiekben általánosan elterjedt internetes átviteli protokollal.

### Impulzuskód-modulációs rendszerek fejlesztése
A 70-es évek elején határozta el a TKI, hogy távközlési profilját a digitális átvitel irányában bővíti ki, korábbi tevékenységük révén ebben is Hutter és munkatársai kerültek meghatározó pozícióba. Ennek az évtizednek összegzi az eredményeit a PCM a távközlésben című szakmunka, melynek létrehozásában társszerzőként működött közre.

A Hutter Ottó vezetése alatt álló osztály a távbeszélő és adatátvivő rendszerek kifejlesztése során kezdettől fogva korszerű, digitális, mikroprocesszoros megoldásokat keresett. Egy jó példa az Orion megbízásából történt modem-fejlesztés, melyre 1981-ből tekint vissza.
A melyiket válasszuk? – kérdésre végső soron Hutter Ottónak, a TÁKI tudományos főosztályvezetőjének kellett felelnie: – Elvileg választhattam volna bármelyiket, valójában azonban muszáj volt a digitális típust, vagyis az akkor (2–3 éve) még világszerte újdonságnak számító mikroprocesszoros modem mellett dönteni – magyarázza. – A TÁKI kutatói, gazdálkodási szelleme, a tervezőirodákban uralkodó légkör azt diktálja, hogy minden várható nehézség ellenére vállalnunk kell az újjal járó kockázatot, ha az a műszaki haladás élvonalába tartozó berendezést eredményez.

### Telefonhálózatok és telefonközpontok
A magyar telefonhálózatnak az ismertetett időszakban a Magyar Posta volt a tulajdonosa és üzemeltetője. Ez az intézmény maga is elkötelezettje volt (bár erőforrásai korlátozottak voltak) a távközlési összeköttetések korszerűsítésének. A városi illetve falusi („rural”) környezetben telepített elektromechanikus (a korszakban tipikusan crossbar) központok, illetve a mikrohullámú, vivőfrekvenciás átvitel jellemzi a fejlesztési elképzelések irányait. Ebbe a vonulatba illeszkedett Hutter Ottó osztályának tevékenysége is.

### Állami Díj
1985-ben Állami Díjat kapott, a vele ezen a területen együtt tevékenykedő kollégáival megosztva („A híradástechnikai nagyberendezések, komplex rendszerek kidolgozásában, a termékszerkezet korszerűsítésében végzett kimagasló tudományos és irányító munkásságukért”). A díj indoklásában felsoroltak egy része ugyancsak a Távközlési Kutató Intézet alkalmazottja volt, a többiek ezzel szemben az állítólagos Elektronikai Igazgatósági Vállalat munkatársai. Az elnevezés a Vezérkar 2. Csoportfőnöksége (vagyis a katonai felderítés) mellett működő Magyar Néphadsereg Elektronikai Igazgatósága intézményét takarta. Ez a körülmény magyarázza, hogy a magas elismerés ellenére nyilvánosan nem részletezték a fejlesztők eredményeit. 

### Optikai távközlési rendszerek fejlesztése
Nyugdíjba vonulása előtt még részese volt annak a nagy paradigmaváltásnak, amit az optikai távközlés megjelenése és elterjedése jelentett.
– Az optikai információátvitel a fejlett országokban ma már kiszorítja a hagyományos fémkábeles, vezetékes megoldásokat – magyarázza Hutter Ottó, a TÁKI tudományos főosztályvezetője. – Mi is idejében hozzákezdtünk a kutatáshoz, mégis több mint öt évbe telt, mire az idén átadhattuk az új optikai átviteltechnikai berendezés laboratóriumi mintáját partnerünknek, a Telefongyárnak. Közrejátszottak ebben embargók is, bár meghatározóbbnak tetszenek az alkalmazói háttér hiányosságai.